# リン・フレデリック
リン・フレデリック（Lynne Frederick、1954年7月25日 - 1994年4月27日）は、イギリスの女優。

## 出演作品
- ゼンダ城の虜
- さすらいの航海
- 荒野の処刑
- 熱愛
- フェイズIV 戦慄!昆虫パニック（ケンドラ・エルドリッジ）
- 吸血鬼サーカス団
- ニコライとアレクサンドラ
- 最後の脱出